# Euthalia kardama
Euthalia kardama är en fjärilsart som beskrevs av Moore 1859. Euthalia kardama ingår i släktet Euthalia och familjen praktfjärilar. Inga underarter finns listade i Catalogue of Life.